# Cucullia alfarata
Cucullia alfarata là một loài bướm đêm trong họ Noctuidae.